# ウインナーラガー
ウインナーラガー（英語: Vienna lager、ドイツ語: Wiener Lager）はオーストリア発祥の下面発酵ビールのスタイル。ヴィエナ、ヴィエナスタイル、ウィーンスタイルと呼ばれることもある。
19世紀半ばに、ウィーンの醸造家アントン・ドレハーによって完成した。
麦芽を溶解して低めの温度で焙燥されたウインナーモルトを使用しており、ウインナーモルトには薄く焦げ色がついていることから液色は赤みがかっていて、麦芽によるトースト香と甘味、すっきりとしたホップの苦味が特徴。
その製法はドイツのミュンヘンに渡り、メルツェンビアとなり、アメリカやメキシコに渡って人気となった。
第一次世界大戦の後は衰退していたが、マイケル・ジャクソンが紹介したことで、再び注目を集めるようになった。

## 関連事項
- メルツェンビア

| スタブアイコン | サブスタブ | この項目は、まだ閲覧者の調べものの参照としては役立たない、酒に関連した書きかけの項目です。この項目を加筆・訂正などしてくださる協力者を求めています（P:食/PJ:酒）。 |